# عقوبة الإعدام في تونس
عقوبة الإعدام هي عقوبة قانونية في تونس. وعلى الرغم من شرعيته، لم تنفذ أي حكم بالإعدام منذ عام 1990. وتصنف تونس على أنها "دولة ملغية لعقوبة الإعدام في الممارسة العملية".
أصدرت المحاكم في تونس ما لا يقل عن 3 أحكام جديدة بالإعدام في عام 2021. ويُعتقد أن هناك ما لا يقل عن 89 شخصًا ينتظرون تنفيذ حكم الإعدام في تونس حتى نهاية عام 2021.
في سبتمبر 2020، أيد الرئيس التونسي إعادة تنفيذ أحكام الإعدام في البلاد، الأمر الذي انتقدته منظمات حقوق الإنسان.